# الاثرون
الاثرون (به عربی: الأثرون) یک منطقهٔ مسکونی در لیبی است که در استان درنه واقع شده‌است.